# Erich Segal
Erich Segal, né le 16 juin 1937 à Brooklyn (New York) et mort le 17 janvier 2010  à Londres, est un écrivain, scénariste et acteur américain.

## Biographie
Né à Brooklyn en 1937 dans une famille juive, Erich Segal fait ses études au Harvard College et à l'Université Harvard où il obtient un doctorat de littérature comparée. Il devient professeur de lettres classiques dans cette même université, puis enseigne à l'Université Yale et à l'Université de Princeton. 
Il est essayiste et traducteur de littérature grecque et latine.
Scénariste du film Love Story sorti à la fin de l’année 1970, il novélise son scénario. Conçu au départ comme un simple outil de promotion, ce roman d’amour emblématique fut un best-seller avant la sortie du film lui-même. Aujourd’hui traduit en plus d’une vingtaine de langues, il est publié en français chez J’ai lu, qui en a tiré 300 000 exemplaires depuis 1987.
Suivent Oliver's Story en 1977 (au cinéma en 1978), Un homme, une femme, un enfant en 1980, La Classe en 1986, Docteurs en 1989 et Actes de foi en 1992.
Il s'installe plus tard à Londres et enseigne au Wolfson College de l'Université d'Oxford.
Il meurt d'une crise cardiaque dans sa maison de Londres le 17 janvier 2010 et est inhumé le 19 janvier.

## Filmographie

### comme scénariste
- 1968 : Yellow Submarine
- 1970 : Love Story
- 1970 : Le Défi (The Games) de Michael Winner
- 1970 : R.P.M. de Stanley Kramer
- 1971 : Jennifer on My Mind

### comme acteur
- 1971 : Sans mobile apparent : Hans Kleinberg
- 1971 : Jennifer on My Mind de Noel Black : Gondolier

## Œuvres
- Euripides : a Collection of Critical Essays, Englewood Cliffs (N.J.), Prentice Hall, coll. « A Spectrum book », cop. 1968
- Roman Laughter : the Comedy of Plautus, Cambridge, Harvard University Press, coll. « Harvard studies in comparative literature », 1970 (OCLC 253490621)
- Love story (trad. de l'américain par Renée Rosenthal), Flammarion, coll. « Lettres étrangères », 1970
- Fairy Tale (ill. by Bill Tidy), Londres, Hodder and Stoughton, 1973  (ISBN 0340177039)
- Oliver's Story (trad. de l'américain par Jean Rosenthal), Flammarion, 1977  (ISBN 2-08-060964-5)
- Un homme, une femme, un enfant (trad. de l'américain par Magali Berger), Grasset, 1980  (ISBN 2-246-25141-9)
- Oxford readings in Greek tragedy, Oxford University Press, 1983  (ISBN 0-19-872116-1)

Reproduction de 29 articles de 26 auteurs, publiés de 1928 à 1981, éditée par Erich Segal
- Fergus Millar and Erich Segal (ed.), Caesar Augustus : Seven aspects, Oxford, Clarendon press, 1984  (ISBN 0-19-814851-8)

Contient sept essais présentés à un colloque organisé par le Wolfson College à Oxford en avril 1983, pour honorer le 80e anniversaire de Ronald Syme
- La Classe (trad. de l'américain par Marie-Odile Fortier-Masck), Grasset, 1986
- Docteurs (trad. de l'américain par Marie-Odile Fortier-Masek), Grasset, 1989  (ISBN 2-246-41461-X)
- Actes de foi (trad. de l'américain par Gilles Morris-Dumoulin), Grasset, 1992  (ISBN 2-246-44581-7)
- Les Lauriers d'or (Prizes) (trad. de l'américain par Claudie Langlois-Chassaignon), Grasset, 1995  (ISBN 978-2-246-49931-2) puis Le Livre de Poche, 1998  (ISBN 978-2-253-14454-0)
- Oxford readings in Aristophanes, Oxford, New York, Oxford University Press, 1996  (ISBN 0-19-872157-9)
- Plautus, Erich Segal (translated, with an introduction and notes), Four comedies : The braggart soldier ; The brothers Menaechmus ; The haunted house ; The pot of gold, Oxford University Press, coll. « World's classics », 1996  (ISBN 0-19-283108-9)
- Only Love (traduit de l'américain par Marie-Caroline Aubert), Grasset, 1998 [2]
- The Death of Comedy, Cambridge, London, Harvard University Press, 2001  (ISBN 0-674-00643-7)
- Oxford readings in Menander, Plautus, and Terence, Oxford University Press, 2002  (ISBN 0-19-872192-7)